# Onthophagus traversii
Onthophagus traversii là một loài bọ cánh cứng trong họ Bọ hung (Scarabaeidae).